# Zazuar
Zazuar község Spanyolországban, Burgos tartományban. Zazuar Quemada, Hontoria de Valdearados, San Juan del Monte, La Vid y Barrios, Vadocondes és Aranda de Duero községekkel határos. Lakosainak száma 209 fő (2024).

## Népesség
A település népessége az utóbbi években az alábbiak szerint változott:
| Lakosok száma | 263  | 267  | 265  | 255  | 255  | 247  | 234  | 210  | 207  | 209  |
|               | 2001 | 2004 | 2006 | 2009 | 2011 | 2014 | 2016 | 2019 | 2021 | 2024 |